# Disneyland (serie televisiva)
Disneyland è il titolo con cui è maggiormente conosciuta la serie televisiva antologica prodotta dalla Walt Disney Productions (in seguito The Walt Disney Company) e trasmessa a partire dal 1954.

## Panoramica
Originariamente presentata da Walt Disney stesso, la serie Disney presentava cartoni animati e altro materiale (in parte originale e in parte preesistente) dalla biblioteca dello studio. Per molti anni, il programma presentava anche versioni di un'ora di allora recenti film Disney come Alice nel Paese delle Meraviglie e, in altri casi, trasmissioni televisive di film Disney completi divisi in due o più episodi di un'ora. Di tanto in tanto veniva trasmesso un segmento più educativo, come ad esempio "The Story of the Animated Drawing".

### Anni '50
Il programma generò la mania di Davy Crockett del 1955 con la serie di tre episodi (non mostrati in settimane consecutive) sullo storico pioniere americano, con Fess Parker nel ruolo del protagonista. Vennero venduti milioni di dollari di merchandise relativo al personaggio, e la sigla, "The Ballad of Davy Crockett", fu un disco di successo di quell'anno. Cinque episodi di un'ora basati sugli eventi storici andarono in onda dal 15 dicembre 1954 e il 14 dicembre 1955. Gli episodi TV vennero in seguito editi in due film cinematografici: Le avventure di Davy Crockett e Davy Crockett e i pirati del fiume.
Il 17 luglio 1955, la sigla di Disneyland venne utilizzata su uno speciale in diretta televisiva, Dateline: Disneyland, che non è tecnicamente considerato parte della serie. Venne presentato da Walt insieme a Robert Cummings, Art Linkletter e Ronald Reagan, e caratterizzato da vari altri ospiti.
Nell'autunno del 1958 la serie venne re-intitolata "Walt Disney Presents", e si trasferì al venerdì sera, ma nel 1960 passò alla domenica sera, dove sarebbe rimasta per 21 anni.

### Anni '60
Anche se il formato di base rimase lo stesso, la serie si trasferì alla NBC il 24 settembre 1961 per approfittare della capacità di quella rete di trasmettere a colori. Inoltre, il rapporto di Walt Disney con la ABC si era inacidito poiché la rete resistito alla vendita della propria quota nel parco a tema prima di farlo nel 1960. In una dimostrazione di lungimiranza, Disney aveva girato molti degli episodi precedenti a colori, così potevano essere replicati sulla NBC, e dal momento che anche quasi tutti i lungometraggi della Disney erano stati prodotti a colori, anch'essi avrebbero potuto ora essere trasmessi in TV in quel formato.
Per sottolineare la nuova funzionalità, la serie venne ri-nominata Walt Disney's Wonderful World of Color, e debuttò nel settembre del 1961, mantenendo il titolo fino al 1969. Il primo episodio della NBC affrontò anche i principi del colore, come spiegato da un nuovo personaggio di nome Pico De Paperis (doppiato da Paul Frees), un professore imbranato con un forte accento tedesco, e zio di Paperino. De Paperis fu il primo personaggio Disney creato appositamente per la televisione.
Walt Disney morì il 15 dicembre 1966, dodici anni dopo l'inizio della serie. Mentre la trasmissione tre giorni dopo la sua morte ebbe un tributo commemorativo dal giornalista della NBC Chet Huntley con la stella di cinema e TV Dick Van Dyke, le intro che Walt aveva già girato prima della sua morte continuarono ad andare in onda per il resto della stagione. Dopo di che, lo studio decise che il personaggio di Walt come conduttore era una parte talmente fondamentale del fascino del programma per gli spettatori che il segmento del presentatore venne tolto. La serie, rintitolata The Wonderful World of Disney nel settembre 1969, continuò a ottenere ascolti solidi, spesso nella Top 20, fino alla metà degli anni settanta.
Nel 1976 la Disney trasmise in prima TV il suo film di successo del 1961 Il cowboy con il velo da sposa come uno speciale di due ore e mezza. Questo fu un passo importante nella trasmissione per lo studio, che non aveva mai mostrato uno dei suoi film più famosi in televisione in un intervallo di tempo più lungo di un'ora (anche se avevano trasmesso i loro film Spruzza, sparisci e spara e Due ragazzi e un leone ognuno in un formato di due ore nel 1975). Iniziarono anche a trasmettere alcuni dei loro programmi televisivi multi-episodio, come ad esempio Sammy va in città, come lungometraggi televisivi sulla serie antologica. Una versione leggermente modificata del classico film Disney Ventimila leghe sotto i mari fece il suo debutto televisivo come speciale di due ore sulla NBC nell'ottobre 1976. Diversi altri film Disney, alcuni dei quali non particolarmente di successo (come Dai papà... sei una forza!, un completo flop), vennero trasmessi in formati di due ore nel programma quell'anno. Ma il formato multi-episodio per il cinema non venne interrotto; non più tardi del 1981, film come Il segreto di Pollyanna erano ancora mostrati sul programma Disney in più parti in settimane separate.
Durante i primi anni settanta, lo spettacolo ha cominciato a concentrarsi meno su cartoni animati e film drammatici o commedie e ha cominciò a mettere l'accento su programmi naturalistici come La natura e le sue meraviglie.
Il continuo successo di ascolti dello show nell'epoca post-Walt si concluse nella stagione 1975/76. In questo momento, la Walt Disney Productions stava affrontando un declino del patrimonio dovuto alla caduta degli incassi al botteghino, mentre anche la NBC nel suo complesso stava scivolando nella classifica. Il programma diventò ancora più dipendente dalla trasmissione di film live-action, La natura e le sue meraviglie, repliche di vecchi episodi e compilation di cartoni animati. Nessun Classico Disney venne trasmesso, eccetto Alice nel Paese delle Meraviglie e Dumbo. Tuttavia, in un'epoca in cui la TV via cavo era nella sua infanzia e i videoregistratori non esistevano, questo era l'unico modo per vedere materiale Disney che non era stato riedito nei cinema. Inoltre nel 1975, quando la CBS ha riacquistato i diritti di trasmissione del film della MGM Il mago di Oz, esso venne trasmesso in opposto a The Wonderful World of Disney, come lo era stato tra il 1960 e il 1968. A quel tempo, le trasmissioni televisive di quel film erano eventi annuali con ascolti elevati, che in gran parte attraevano lo stesso pubblico familiare della serie Disney. Dal 1968 al 1975, quando la NBC possedeva i diritti del film (che aveva acquistato dalla CBS nel 1967), di solito sospendeva la serie Disney per mostrarlo. Tuttavia, la più rigida competizione settimanale dello show veniva dal programma di attualità della CBS 60 Minutes.
Nel 1975, un emendamento alla Prime Time Access Rule consentì alla NBC di spostare la serie Disney indietro di mezz'ora. Esso permise anche alla CBS di programmare 60 minutes alle 19.00 dal 7 dicembre; prima di questo, 60 minutes veniva trasmesso all 18.00 e non cominciava fino al termine della stagione di football della NFL. The Wonderful World of Disney finì fuori dalla Top 30, mentre 60 minutes vide i suoi ascolti aumentare notevolmente. Nel settembre 1979 lo studio accettò la richiesta della rete di modifiche. Lo spettacolo accorciò il suo nome in Disney's Wonderful World, aggiornò la sigla con un logo generato al computer e una canzone in tema disco music, ma il formato rimase in gran parte lo stesso. Dopo aver confrontato la forza degli ascolti di 60 minutes con i continui problemi di questo show (ascolti bassi, materiali sempre meno originali e sospensioni), la NBC cancellò la serie nel 1981.

### Anni '80
La CBS raccolse il programma nell'autunno del 1981 e lo trasferì al sabato sera alle 20.00. Nonostante i titoli più elaborati e ancora un altro titolo, ora semplicemente Walt Disney, il formato rimase invariato. Rimase lì due anni, terminando con la nascita di Disney Channel sulla TV via cavo. Anche se gli ascolti furono un fattore, la decisione finale di terminare la serie venne dall'allora CEO dell'azienda Card Walker, che riteneva che avendo sia lo show che il nuovo canale attivi, essi si sarebbero cannibalizzati l'un l'altro.
Dopo che lo studio subì un cambiamento di gestione, la serie venne riproposta sulla ABC dopo tre anni di assenza, presentandosi come un programma di due ore a cominciare dal 2 febbraio 1986, con il titolo The Disney Sunday Movie (in estate la serie venne temporaneamente intitolata Disney Summer Classics), presentata dal nuovo CEO Michael Eisner. Eisner non era la prima scelta. Molti nomi erano stati considerati, tra cui Julie Andrews, Dick Van Dyke, Cary Grant (che rifiutò), Tom Hanks (che Eisner scartò perché "troppo giovane"), Walter Cronkite, Roy E. Disney (che assomigliava molto a suo zio), e persino Topolino. Eisner fu convinto a farlo. Non era un attore, ma dopo aver fatto un video di prova con la moglie Jane e un membro del suo gruppo dirigente (che richiese più ciak), lo studio credeva che lo potesse fare. Assunse Michael Kay, un regista di spot pubblicitari politici per l'allora senatore USA Bill Bradley, per aiutarlo a migliorare la sua performance davanti alla telecamera.
The Disney Sunday Movie offrì più programmazione originale e una più grande selezione di film dalla libreria di quella il programma Disney aveva negli ultimi anni della sua trasmissione originale, incluso un altro Classico Disney, Robin Hood. Tuttavia, doveva ancora affrontare una pesante concorrenza dalla CBS; non solo da 60 minutes, ma ora dalla campionessa degli ascolti, La signora in giallo, alle 20.00. Nell'autunno del 1987, la ABC tagliò il programma a un'ora. Esso tornò alla NBC nel 1988, sotto il nuovo titolo The Magical World of Disney, in cui i problemi di concorrenza che aveva dovuto affrontare sulla ABC rimasero invariati. La NBC annullò lo show nel 1990, e il titolo venne utilizzato come ombrello la domenica sera per film e speciali su Disney Channel da allora fino al 1997, sempre presentati da Eisner. Il vecchio titolo The Wonderful World of Disney venne utilizzato per tutta la prima parte del decennio in molti speciali della rete.

### Anni '90 e 2000
La serie venne riproposta nuovamente sulla ABC nel 1997, un anno dopo che la Disney aveva acquistato la rete. Ancora una volta intitolata The Wonderful World of Disney, venne trasmessa la domenica fino al 2003, quando si trasferì al sabato sera; continuò in quella fascia oraria fino al 2008 (andando in onda nella mezza stagione del 2005/06 e nelle estati del 2007 e 2008). Dal 2005, contenuti Disney vennero divisi tra ABC, NBC, Hallmark Channel, ABC Family e Disney Channel tramite accordi separati dei diritti di trasmissione. Lo show andò in onda durante la mezza stagione televisiva e/o l'estate come una serie antologica simile a Hallmark Hall of Fame con contenuti come il film TV C'era una volta una principessa o trasmissioni televisive commerciali di vari film. L'ultimo episodio della serie andò in onda mercoledì 24 dicembre 2008 alle 20.00, con una presentazione di Le cronache di Narnia - Il leone, la strega e l'armadio.

## Distribuzione
Attraverso gli anni la serie ha cambiato spesso titolo:
- Disneyland (1954–1959)
- Walt Disney Presents (1959–1961)
- Walt Disney's Wonderful World of Color (1961–1968)
- The Wonderful World of Disney (1968–1979)
- Disney's Wonderful World (1979–1981)
- Walt Disney (1981–1983)
- The Wonderful World of Disney (1983–1986)
- The Disney Sunday Movie (1986–1988; intitolata Disney Summer Classics durante la stagione estiva)
- The Magical World of Disney (1988–1991)
- The Wonderful World of Disney (dal 1991)

La versione originale della serie debuttò sulla ABC mercoledì 27 ottobre 1954, apparendo da allora su diverse reti. Si tratta del secondo programma di prima serata più longevo della televisione americana dopo la serie rivale Hallmark Hall of Fame. Tuttavia, Hallmark Hall of Fame andò in onda come un programma settimanale durante le sue prime cinque stagioni prima di diventare un programma bimestrale, mentre Disneyland è rimasto un programma settimanale per più di quarant'anni.
In Italia la trasmissione della serie cominciò il 31 agosto 1958 alle 21.00 su Rai 1 (allora l'unica rete esistente). Tuttavia non venne rispettato l'ordine originale di trasmissione, e il primo episodio trasmesso fu "Pennelli magici – Storia del cartone animato" ("The Story of the Animated Drawing"), undicesimo episodio della seconda stagione.

## Repliche
Più o meno nello stesso tempo in cui andarono in onda le incarnazioni anni ottanta su ABC e NBC, le repliche di vecchi episodi, trasmesse sotto il titolo The Wonderful World of Disney, venivano trasmesse su reti locali negli Stati Uniti, così come i vari mercati internazionali. In Australia lo show venne trasmesso su Seven Network alle 18:30 del sabato, prima di essere terminato nel 1994 per l'arrivo di Disney Channel su Optus Vision (poi Foxtel), e Saturday Disney sostituì la serie come programma Disney della rete.
Repliche della serie furono un punto fermo del Disney Channel per diversi anni con il titolo Walt Disney Presents (che usava la stessa sigla dell'incarnazione CBS degli anni ottanta), quando trasmetteva cartoni classici Disney, spettacoli televisivi e film, avendo in fondo la stessa funzione che aveva la serie antologica nell'epoca prima della TV via cavo. I titoli di testa originali vennero ripristinati negli episodi alla fine degli anni novanta. Quando la rete eliminò tutto il materiale d'epoca il 16 settembre 2002, anche la serie fece la stessa fine. Tuttavia, alcuni episodi selezionati possono essere trovati su VHS o DVD.

## Edizione italiana
Nell'estate del 1958 viene ufficializzato l'acquisto da parte della RAI degli episodi della serie Disneyland. La trasmissione cominciò il 31 agosto alle 21:00 (subito dopo la rubrica pubblicitaria Carosello), con l'episodio "Pennelli magici – Storia del cartone animato" ("The Story of the Animated Drawing"). La serie va in onda sul Programma Nazionale. Gli episodi in prima visione vanno in onda in prima serata nell'autunno/inverno (inizialmente la domenica, poi il sabato). Nel resto dell'anno la serie va in onda saltuariamente all'interno della TV dei ragazzi (in questo caso vanno in onda quasi esclusivamente repliche). L'ordine originale di trasmissione non venne mai rispettato.
Nell'autunno del 1961 le prime TV serali del programma passano al nascente Secondo Programma, ma il primo canale continua a trasmetterlo all'interno della TV dei ragazzi.
Nel 1976, con l'inizio delle trasmissioni a colori da parte della RAI, il programma cambia nome in Il meraviglioso mondo a colori di Walt Disney, l'equivalente italiano di Walt Disney's Wonderful World of Color (titolo usato negli Stati Uniti dalla NBC dal 1961 al 1968). 
Nel 1980 il titolo della trasmissione viene nuovamente cambiato in Il fantastico mondo Disney (titolo poi utilizzato anche dal canale satellitare Disney Channel).
Nel 1984, per un breve periodo, il programma va in onda anche su Rete 4 con il titolo Il meraviglioso mondo di Disney. In tale caso viene utilizzata la sigla di Disney's Wonderful World già usata negli Stati Uniti dal 1979 al 1981 dalla NBC (la sigla include anche una voce fuori campo che pronuncia il titolo della trasmissione Il meraviglioso mondo di Disney per adattarsi al mercato italiano). Le reti RAI, invece, continuano ad usare il titolo Il fantastico mondo Disney.